# ريتشارد واترس
ريتشارد واترس (بالإنجليزية: Richard Waters)‏ هو فنان أمريكي، ولد في 19 سبتمبر 1935، وتوفي في 4 يوليو 2013.